# Amt Gebweiler
Das Amt Gebweiler (auch: Vogtei Gebweiler) war ein Amt der Fürstabtei Murbach.

## Geografie

### Lage
Das Amt Gebweiler erstreckte sich vom Fuß der Vogesen entlang des Tals der Lauch in die Berge hinein. Hauptort war die Stadt Gebweiler, die zugleich die weltliche „Hauptstadt“ der Fürstabtei war. Auch die geistlichen Einrichtungen der Fürstabtei wurden Mitte des 18. Jahrhunderts hierhin verlegt.

### Bestandteile
Zum Amt Gebweiler gehörten eine Reihe von Ortschaften und Burgen der Fürstabtei Murbach:
| Siedlungs- form | Bezeichnung deutsch | Bezeichnung französisch | Anmerkung                                                            |
| --------------- | ------------------- | ----------------------- | -------------------------------------------------------------------- |
| Burg            | Angreth             | Château d‘Angreth       | bei Guebwiller                                                       |
| Dorf            | Belchenthal         | Belchenthal             |                                                                      |
| Dorf            | Bergholz            | Bergholtz               |                                                                      |
| Dorf            | Bergholzzell        | Bergholtzzell           |                                                                      |
| Dorf            | Bühl                | Buhl                    |                                                                      |
| Burg            | Burgstall           | Château du Burgstall    | Lehen an die Herren von Ongersheim, ab 1450 an die Herren von Ostein |
| Burg            | Eckelsbach          | Château du Eckelsbach   | bei der Abtei Murbach                                                |
| Stadt           | Gebweiler           | Guebwiller              |                                                                      |
| Burg            | Hohenrupf           | Château du Hohrupf      | Lehen an die Herren von Stör                                         |
| Burg            | Burg Hugstein       | Château du Hugstein     | auch: Burg Hungerstein; Lehen an die Herren von Hungerstein          |
| Burg            | Husenburg           | Husenbourg              | Lehen an die Herren von Haus                                         |
| Dorf            | Lautenbachzell      | Lautenbachzell          |                                                                      |
| Kloster         | Murbach             | Murbach                 |                                                                      |
| Burg            | Burg Oberlinger     | Château d'Oberlinger    |                                                                      |
| Dorf            | Sengern             | Sengeren                |                                                                      |
| Burg            | Burg Unterlinger    | Château d'Unterlinger   |                                                                      |
| Burg            | Burg Warnsturm      | Château de Warnsturm    | bei Bergholtz                                                        |

## Funktion
In Mittelalter und Früher Neuzeit waren Ämter eine Ebene zwischen den Gemeinden und der Landesherrschaft. Die Funktionen von Verwaltung und Rechtsprechung waren hier nicht getrennt. Dem Amt stand in der Fürstabtei Murbach ein Vogt oder „Schaffner“ vor, der von der Landesherrschaft – dem Fürstabt – eingesetzt wurde.

## Geschichte
Die Vogtei Gebweiler entstand im Laufe des Spätmittelalters, als die Fürstäbte für die Verwaltung ihres Landes einerseits zunehmend von den feudalen Strukturen Abstand nahmen und auf eingesetzte und leichter ablösbare „Beamte“ setzten, und zum anderen eine Politik der territorialen Konsolidierung verfolgt wurde: Weit abgelegene Besitzungen und Rechte wurden verkauft und im Kernbereich der Fürstabtei versucht, Rechte und Besitz anderer aufzukaufen, ein Prozess der sich zum Teil bis in das 16. Jahrhundert hineinzog. Daraus entstand unter anderem die Vogtei Gebweiler. Die beiden anderen Ämter der Fürstabtei waren Sankt Amarin und Wattweiler. Die Vogtei Gebweiler bestand bis zum Ende des 18. Jahrhunderts, als die Fürstabtei in der Französischen Revolution unterging und die Verwaltung modernere Strukturen erhielt.